# Солодов, Ефим Михайлович
Ефим Михайлович Солодов (30.1.1923, Нижегородская область — 5.9.1991, Саратов) — советский военнослужащий, участник Великой Отечественной войны, Герой Советского Союза, командир расчёта станкового пулемёта 2-й пулемётной роты 220-го стрелкового полка 4-й Бежецкой стрелковой дивизии 25-го стрелкового корпуса 69-й армии 1-го Белорусского фронта, сержант. Герой Советского Союза.

## Биография
Родился 30 января 1923 года в деревне Векшино ныне Сокольского района Нижегородской области в семье крестьянина Русский. В 1935 году окончил начальную школу, работал в колхозе.
В мае 1942 года был призван в Красную Армию Сокольским райвоенкоматом Ивановской области. Окончил полковую школу младших командиров в 30-й запасной стрелковой бригаде. После получения воинского звания младшего сержанта был оставлен там же командиром стрелкового отделения. С декабря 1942 года по март 1943 года служил в полковой школе 1-го отдельного женского запасного стрелкового полка в городе Серпухов Московской области. После выпуска младших командиров из числа женщин был направлен в формировавшиеся части 4-й стрелковой дивизии.
С августа 1943 года в составе 101-го стрелкового полка 4-й стрелковой дивизии участвовал в боях на Брянском фронте. В критическую минуту боя за населённый пункт Красное был убит командир роты. Командир отделения младший сержант Солодов взял командование на себя. Он поднялся и первым устремился на врага. Личный пример бесстрашия младшего командира увлёк остальных бойцов. Гитлеровцы пришли в замешательство, стали отступать, а около десятка сдалось в плен. За инициативу и воинскую сметку Солодов был награждён медалью «За отвагу».
В боях за Брянск 13 сентября 1943 года Е. М. Солодов был тяжело ранен. Вернулся в свою дивизию только через 3 месяца, когда она вела боевые действия за освобождение Белоруссии под городом Жлобин. Его назначили командиром расчёта станкового пулемёта «максим». Вскоре его расчёт стал одним из лучших во 2-й пулемётной роте 220-го стрелкового полка. За участие в боях на белорусской земле был награждён второй медалью «За отвагу» и медалью «За боевые заслуги».
Особо отличился сержант Е. М. Солодов при освобождении Волынской области. 21 июня 1944 года он с расчётом одним из первых скрытно преодолел реку Турья у села Блаженик и, закрепившись на берегу, метким огнём обеспечил переправу основных сил подразделения. В боях за расширение плацдарма забросал гранатами вражеский дзот, сдерживавший продвижение пехоты, и в рукопашной схватке овладел им. В ходе боёв за удержание плацдарма 21-22 июня 1944 года отважный пулемётчик участвовал в отражении 11 контратак противника. В одной из атак расчёт пропустил через свой окоп танки и отрезал огнём пехоту. Оказавшись в окружении, один из всего расчёта, Е. М. Солодов продолжал вести огонь, уничтожив большое количество гитлеровцев.
Указом Президиума Верховного Совета СССР от 23 августа 1944 года за образцовое выполнение заданий командования и проявленные мужество и героизм в боях с немецко-фашистскими захватчиками сержанту Солодову Ефиму Михайловичу присвоено звание Героя Советского Союза с вручением ордена Ленина и медали «Золотая Звезда».
В дальнейшем участвовал в форсировании реки Западный Буг, освобождении польского города Хелм. За участие в боях при выходе на реку Висла, её форсировании, захвате плацдарма награждён орденом Красной Звезды. В декабре 1944 года с Радомского плацдарма был откомандирован на учёбу в танковое училище.
В 1947 году окончил 2-е Саратовское танковое училище. В том же году вступил в ряды ВКП(б)/КПСС. В последующем служил в Белорусском военном округе, в группе Советских войск в Германии, в Приволжском военном округе в должностях: командир взвода, командир роты, командир батальона, заместитель командира танкового полка, заместитель начальника отдела штаба округа. В 1959 году окончил 10 классов вечерней школы. В 1967 году окончил заочно Военную академию бронетанковых войск. С 1975 года полковник Е. М. Солодов — в отставке.
Жил в городе Саратов. Работал преподавателем Саратовского института механизации сельского хозяйства. Скончался 5 сентября 1991 года.
Награждён орденами Ленина, Отечественной войны 1-й степени, Красной Звезды, медалями.
Имя героя увековечено на мемориалах в районном центре посёлке Сокольское и в городе Иваново.